# Aire d'attraction du Bar-sur-Loup
L'aire d'attraction du Bar-sur-Loup est un zonage d'étude défini par l'Insee pour caractériser l’influence de la commune du Le Bar-sur-Loup sur les communes environnantes.

## Définition
L'aire d'attraction d'une ville est composée d’un pôle, défini à partir de critères de population et d’emploi ainsi que d’une couronne constituée des communes dont au moins 15 % des actifs travaillent dans le pôle. Le pôle d’attraction constitue ainsi un point de convergence des déplacements domicile-travail,.

## Géographie
L’aire d'attraction du Bar-sur-Loup est une aire intra-départementale dans les Alpes-Maritimes qui ne comporte qu'une commune. 

### Composition communale
| Nom                              | Code Insee | Département     | Statut         | Superficie (km2) | Population (dernière pop. légale) | Densité (hab./km2) | Modifier                                    |
| -------------------------------- | ---------- | --------------- | -------------- | ---------------- | --------------------------------- | ------------------ | ------------------------------------------- |
| Le Bar-sur-Loup (commune-centre) | 06010      | Alpes-Maritimes | commune-centre | 14,47            | 2 960 (2022)                      | 205                | modifier les données · modifier les données |

## Démographie
Cette aire est catégorisée dans les aires de moins de 50 000 habitants, une catégorie qui regroupe 12,2 % de la population au niveau national,.